# Терористичні атаки 12 листопада 2015 року в Бейруті
Терористичні атаки 12 листопада 2015 року були здійснені двома терористами-смертниками в Бурдж-аль-Бараджне, південному районі Бейруту, Ліван. У цьому районі мешкають переважно мусульмани-шиїти, контролює район Хізбалла. Звіти про кількість жертв містять цифри від 37 до 41 і навіть 43. Ісламська Держава (ІДІЛ) взяла на себе відповідальність за теракт.
Ці вибухи були найбільшою терористичною атакою у Бейруті після закінчення громадянської війни в Лівані. Вони сталися через дванадцять днів після вибуху в російському літаку над Синайським півостровом, коли загинуло 224 людини, і за день перед терактами у Парижі, під час яких загинуло 136. ІДІЛ взяла на себе відповідальність і за ці терористичні акти.
За дві доби після атаки лівійська служба внутрішньої безпеки арештувала одинадцять людей, переважно сирійців. Пізніше служба повідомила про арешт двох підозрюваних (сирійця та ліванця). Їх було арештовано у палестинському таборі біженців у Бурдж-аль-Бараджне та у квартирі у районі Ашрафія, східна частина столиці, яка вже неодноразово використовувалася для підготовки поясів із вибухівкою. Первинний план включав п'ять терористів-смертників, які мали підірвати лікарню поблизу. Але надзвичайна охорона там змусила змінити план і ціллю став густонаселений район.

## Передумови
З 2011 року сусідня Сирія перебуває у стані громадянської війни. У Лівані це теж спричинило розкол у групах, включаючи участь у громадянській війні в Сирії (наприклад, Хізбалли), а також всередині самого Лівану. Ліван не зміг вибрати нового президента з квітня 2014 року.

## Вибухи
Два вибухи було здійснено у торговому районі Бурдж-аль-Бараджне, на півдні Бейруту, на вулиці Hussaineya, де, відповідно до інформації телебачення al-Manar, розміщувався один із відомих центрів «Хізбалла». Перший вибух стався біля мечеті шиїтів, а другий — у приміщенні пекарні поблизу, вибухи сталися до 18:00. Між вибухами було близько 20 метрів і п'ять чи сім хвилин. Потенційний третій смертник був убитий до того, як зміг підірватися. Його знайшли мертвим, з відірваними ногами, але все ще з поясом із вибухівкою, про що повідомив представник ліванської служби безпеки, який не представився. Він також припустив, що третій терорист був убитий другим вибухом, який стався надто близько. Al Mayadeen також повідомили про цього можливого смертника і показали відео, де зображений бородатий молодий чоловік із поясом вибухівки. Білал Фархат (англ. Bilal Farhat) із «Хізбалла» сказав:
|  | Їхньою ціллю були цивільні, віруючі, беззбройні люди, жінки та літні, їхньою ціллю були невинні люди… [це була] диявольська, терористична атака Оригінальний текст (англ.) They targeted civilians, worshippers, unarmed people, women and elderly, they only targeted innocent people...[it was a] satanic, terrorist attack |

Ліванські служби безпеки та «Хізбалла» оточили територію.
Міністерство охорони здоров'я повідомило, що принаймні 43 людини загинуло. Міністр охорони здоров'я Ваель Абу Фаоур (англ. Wael Abu Faour) додав, що 239 людей поранено, і що кількість жертв може збільшитися через критичний стан деяких поранених. Місцеве відділення Міжнародної федерації товариств Червоного Хреста та Червоного Півмісяця повідомило про понад 200 поранених. Лікарні району закликали людей здавати кров, яка може бути потрібна потерпілим.

## Жертви
Серед початкових жертв було два штатних працівники Американського університету Бейрута, хоча деталей більше не було. Три лівано-американських резиденти міста Дірборн, штат Мічиган — 49-и річна жінка та молода пара — були вбиті, а їхній трирічний син дуже сильно постраждав.
Абу Мурдата (англ. Hajj Hussein Yaari (Abu Murdata)), один із лідерів «Хізбалла», загинув під час теракту.
У соцмережах Адель Термос (англ. Adel Termos), житель Бейрута, посмертно став героєм, оскільки він затримав одного із терористів, потенційно рятуючи багато життів.

## Розслідування
Протягом двох днів після вибухів, було арештовано шість підозрюваних. П'ять сирійців та один палестинець. Саїд Гасан Насралла, лідер ліванського руху «Хізбалла», сказав, що сирійці та палестинець були арештовані через підозру їхньої причетності до вибухів.
Також було арештовано чоловіка, який стверджував, що планував підірвати себе у кафе в районі Джабал-Мосен (англ. Jabal Mohsen) у Триполі, одночасно з іншими смертниками, одного із яких звали Абу Халед (англ. Abou Khaled) з Палестини. З останнім він приїхав із Сирії до Лівану. Розслідування також показало зв'язок між цими вибухами та вибухом в місті Арсал 5 листопада, де загинуло чотири людини.

## Відповідальність
Стверджується, що ІДІЛ взяла на себе відповідальність за вибухи, кажучи, що два палестинці та сирієць здійснили теракти. У пості з невизначеного облікового запису на твіттері, група зауважила, що їхній агент підірвав мотоцикл посеред вулиці. У тексті не згадано про третього смертника, у перекладі частина посту звучить так:
|  | Нехай шиїтські відступники знають, що ми не заспокоїмося, доки не помстимося в ім'я Пророка Оригінальний текст (англ.) Let the Shiite apostates know that we will not rest until we take revenge in the name of the Prophet |

На невизначеному сайті також є повідомлення, що «солдати халіфату» відповідальні за атаку.
26 листопада канал Al-Manar повідомив, що команда агентів Сирії та Хізболла вбила Абдулу-Салам Хендаві (англ. Abdul-Salam Hendawi), якого підозрюють у проведенні двох смертників у Ліван із міста Ар-Ракка, під час нападу на провінцію Хомс. Дату цієї події не було зазначено.

## Реакція
Терористичні атаки 12 листопада 2015 року було засуджено представниками політичних сил країни, а 13 листопада 2015 року було оголошено днем жалоби в Лівані. Таммам Салам, виконувач обов'язків Президента та Прем'єр-міністра, закликав до урядової єдності.
Подвійний теракт також засудили на міжнародному рівні (ООН, Чехія, Франція, Іран, Італія, Кувейт, Катар, США).
Також осуд висловила міжнародна організація «Міжнародна амністія».